# الهوش (حريب)

تعديل مصدري - تعديل

الهوش هي إحدى قرى عزلة ال عقيل بمديرية حريب التابعة لمحافظة مأرب، بلغ تعداد سكانها 273 نسمة حسب تعداد اليمن لعام 2004.